# American Library à Paris
L'American Library à Paris est la plus grande bibliothèque de langue anglaise sur le continent européen. Elle fonctionne comme une association culturelle privée à but non lucratif en France, constituée en vertu des lois du Delaware. Les membres de la bibliothèque ont accès à plus de 100 000 livres et périodiques (dont 15 000 livres, magazines et CD destinés aux enfants et aux adolescents), ainsi qu'à des ressources de référence et de recherche sous forme papier et électronique. La bibliothèque dessert actuellement près de 5000 membres dans plus de 60 pays.
La bibliothèque a été fondée en 1920 sous les auspices du Library War Service de l'American Library Association avec une collection de base de livres et de périodiques envoyés par les bibliothèques américaines aux forces armées des États-Unis au service de leurs alliés pendant la Première Guerre mondiale,.

## Histoire

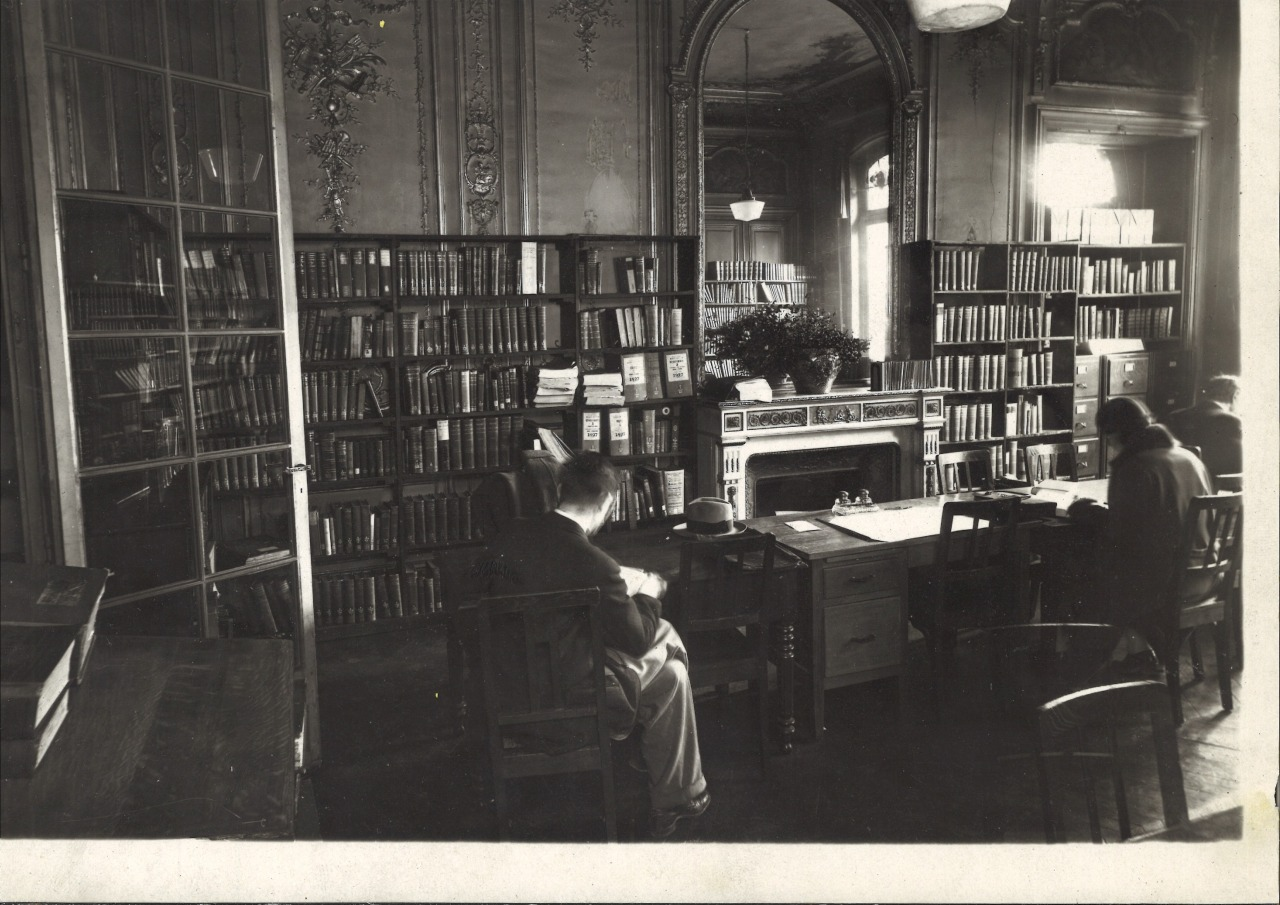
L'ancien comptoir de circulation de l'American Library à Paris.

### Fondation
Vers la fin de la Première Guerre mondiale, lorsque les États-Unis sont entrés dans le conflit, des centaines de bibliothèques américaines ont lancé le Library War Service, un projet d'envergure visant à envoyer des livres aux troupes combattant en Europe. Lorsque l'armistice est signé, près d'un million et demi de livres avaient été envoyés à travers l'Atlantique aux soldats. Initialement connue sous le nom de American Library Association’s Service for the American Expeditionary Force (AEF) pendant la Première Guerre mondiale, l'American Library à Paris a été officiellement constituée en vertu des lois de l'État du Delaware en 1920 avec comme collection de base de ces livres envoyés durant la guerre. La devise de la Bibliothèque reflète l'esprit de sa fondation : Atrum post bellum, ex libris lux / Après les ténèbres de la guerre, la lumière des livres. La directrice Dorothy Reeder, un quart de siècle plus tard, a décrit la bibliothèque comme un «bébé de la guerre, né de ce grand nombre de livres envoyés à l'AEF par l'American Library Association lors de la dernière guerre. Lorsque les hostilités ont cessé, elle s'est lancée dans une nouvelle mission et a servi de mémorial aux soldats américains pour lesquels elle avait été créée .
La bibliothèque était initialement située au 10, rue de l’Élysée, ancienne résidence du nonce apostolique. La direction de la première bibliothèque était composée d'un petit groupe d'expatriés américains, notamment Charles Seeger Sr., père du musicologue Charles Seeger et du jeune poète américain Alan Seeger (« J'ai rendez-vous avec la mort »), décédé pendant la guerre, et grand-oncle du chanteur folk Pete Seeger. Parmi les premiers administrateurs de la bibliothèque figurait l'auteur américaine expatriée Edith Wharton. Ernest Hemingway et Gertrude Stein, premiers mécènes de la bibliothèque, ont également contribué à certains articles du périodique de la bibliothèque, Ex Libris, qui est toujours publié aujourd'hui sous forme de bulletin. Thornton Wilder et Archibald MacLeish ont emprunté ses livres. Stephen Vincent Benét a terminé son livre John Brown's Body (1928), avec lequel il a obtenu le Prix Pulitzer, à la Bibliothèque. Une grande partie du personnel de la bibliothèque était constituée de bibliothécaires américains en affectation temporaire.
La continuité du rôle de la bibliothèque en tant que pont entre les États-Unis et la France était évident dès le début. Le président français, Raymond Poincaré, ainsi que des chefs militaires français tels que Joffre, Foch et Lyautey, étaient présents lors de l'inauguration officielle de la bibliothèque. Clara Longworth de Chambrun, membre d'une éminente famille de Cincinnati et sœur du président américain de la Chambre des représentants, Nicholas Longworth, a été l'une des premières membres du bureau. L'American Library à Paris est rapidement devenue un centre vital de services de référence et de sensibilisation pédagogique. Comme indiqué dans un rapport opérationnel de 1923, en seulement trois ans d'existence, la salle de référence de la bibliothèque a été visitée par 35 000 personnes : 35% d'Américains, 33% de Français, 16% d'anglais et 16% d'autres nationalités. La bibliothèque était organisée selon des méthodes américaines nouvelles en France à l'époque et abritait l'École des bibliothèques de Paris, qui à son tour a introduit la bibliothéconomie moderne en France.
Une succession de bibliothécaires américains a dirigé la bibliothèque pendant les années difficiles de la Dépression. C'est à cette époque que les premiers programmes d'auteurs du soir ont eu lieu à la bibliothèque, attirant des sommités littéraires françaises de premier plan, dont André Gide, André Maurois, la princesse Bonaparte et Colette pour des lectures. Des difficultés financières ont finalement conduit la Bibliothèque à emménager dans de nouveaux locaux au 9 de la rue de Téhéran en 1936.

### Pendant la Seconde Guerre mondiale
Le déclenchement de la Seconde Guerre mondiale, et l'occupation allemande de la France qui s'ensuivit, rendirent difficile pour la Bibliothèque de continuer à fournir ses services à la population de Paris, en particulier aux Juifs français. Malgré ces temps difficiles, la Bibliothèque n'a pas fermé ses portes. Sous la direction Dorothy Reeder, et plus tard grâce aux efforts de la comtesse de Chambrun, la Bibliothèque resta active à divers titres tout au long de la guerre.
Lorsque la répression nazie s'est intensifiée, le personnel de la bibliothèque a rapidement préparé le bâtiment contre une éventuelle attaque, en collant du papier sur les portes et les fenêtres pour renforcer les vitres en cas de bombardement et en faisant des réserves de masques à gaz. En dépit de la peur croissante dans la ville, Dorothy Reeder a affirmé : « Il n'y a jamais eu une seule pensée que nous devrions fermer ». Le paiement des abonnements se poursuit même si le conflit s'intensifie. Les Américains qui ont fui Paris avec des livres de bibliothèque en leur possession ont répondu, promettant de rendre les livres en toute sécurité à leur retour.
Dans une décision qui rappelle les origines de la Library pendant la Première Guerre mondiale, Dorothy Reeder a lancé le Soldiers' Service, fournissant des livres aux troupes britanniques et françaises. Les soldats ont répondu à la Bibliothèque, reconnaissants pour le matériel de lecture. En février 1940, cinq mois seulement après le lancement du Soldiers' Service, le Herald Tribune de Paris, rapporte que 12 000 livres ont été distribués. Tous ces titres ont été donnés par des particuliers, des organisations et des éditeurs qui ont répondu aux appels du public de la Bibliothèque.
Au printemps 1940, la Blitzkrieg atteint Paris. À ce moment, le personnel de la Bibliothèque décide de quitter la ville pour sa sécurité, à l'exception de Dorothy Reeder. Bien que la Bibliothèque soit fermée au public, Reeder continue d'accueillir les usagers de la Bibliothèque lorsqu'ils téléphonent et leur permet de consulter les livres. En septembre, la bibliothèque est autorisée à rouvrir l'après-midi. À cette époque, le docteur Hermann Fuchs, « protecteur de la bibliothèque » allemand et ancien directeur de la bibliothèque de Berlin, a visité l'American Library à Paris. Bien que sa visite ait d'abord été un choc pour Reeder, ils se sont rapidement reconnus grâce aux conférences internationales sur les bibliothèques d'avant-guerre. Fuchs a assuré à Reeder que la bibliothèque continuerait de fonctionner, bien qu'elle soit soumise aux mêmes règles que la Bibliothèque nationale de France.
L'une des plus troublantes de ces règles était l'exclusion forcée des Juifs de la Bibliothèque. Cela n'a cependant pas empêché l'American Library à Paris de fournir des livres à ses clients. Dorothy Reeder et son personnel, ainsi que la comtesse de Chambrun, ont remis en main propre des livres aux membres juifs qui n'avaient pas le droit d'entrer dans la Bibliothèque. Un membre du personnel a été abattu par la Gestapo lorsqu'il n'a pas levé les mains assez rapidement lors d'une inspection surprise. Lorsque Reeder a été renvoyée chez elle pour sa sécurité, la comtesse de Chambrun a saisi l'occasion pour diriger la bibliothèque. Grâce au mariage de son fils avec la fille du premier ministre de Vichy, Pierre Laval, la bibliothèque s'est vue assurer un ami haut placé. Cela, ainsi que l'estime du Dr Hermann Fuchs pour Dorothy Reeder et la Bibliothèque, ont donné à l'institution un droit quasi exclusif de garder ses portes ouvertes et ses collections largement non censurées pendant toute la guerre. Un diplomate français a déclaré plus tard que la Bibliothèque avait été pour Paris occupé une fenêtre ouverte sur le monde libre.

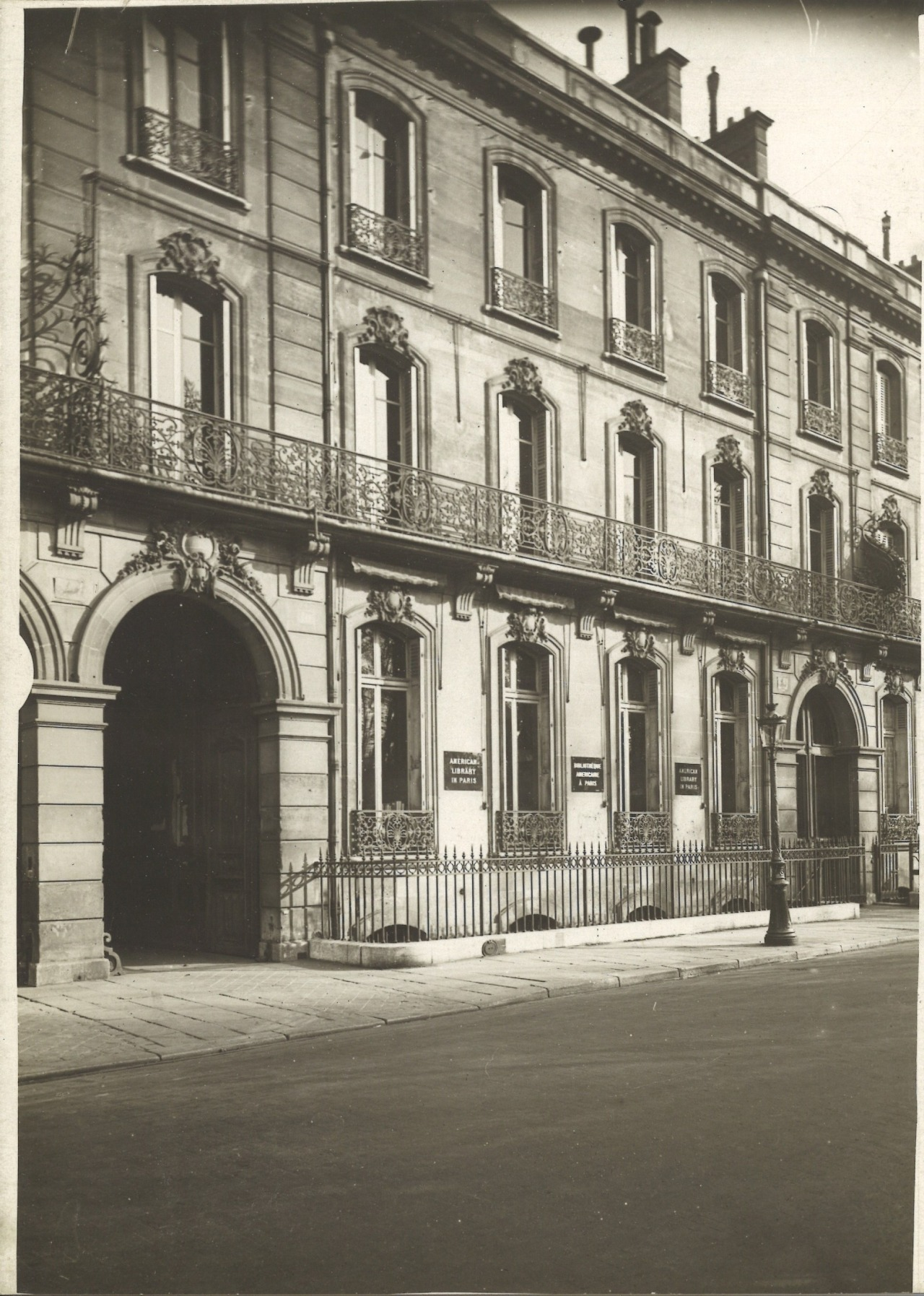
L'American Library à Paris au 10, rue de l'Élysée.

### Période d'après-guerre
La bibliothèque a de nouveau prospéré durant l'après-guerre, notamment car les États-Unis ont assumé un nouveau rôle dans le monde. La communauté des expatriés à Paris connaît une régénération, et une nouvelle vague d'écrivains américains arrive à Paris, et donc à la bibliothèque. Irwin Shaw, James Jones, Mary McCarthy, Art Buchwald, Richard Wright et Samuel Beckett, entre autres, en sont des membres actifs pendant une période de croissance et d'expansion. C'est au début de la guerre froide que des fonds du gouvernement américain permettent la création d'une douzaine de bibliothèques provinciales et le déménagement dans des locaux plus vastes sur les Champs-Élysées en 1952. C'est là que le directeur Ian Forbes Fraser interdit la visite de Roy Cohn et David Schine, deux assistants de Joseph McCarthy, qui parcouraient l'Europe à la recherche de livres « rouges » dans les bibliothèques américaines.
Pendant la guerre froide, les fonds du gouvernement américain ont permis la création d'une douzaine de succursales provinciales de l'American Library. En 1952, la bibliothèque s'installe sur les Champs-Élysées, où elle restera pendant treize ans. En 1965, la bibliothèque achète ses locaux actuels rue du Général-Camou, à deux pâtés de maisons de la Seine et à deux pâtés de la Tour Eiffel. La bibliothèque a ainsi contribué à la croissance de la jeune bibliothèque de l'American College of Paris. Aujourd'hui, en tant que partie intégrante de l'Université américaine de Paris, cette bibliothèque est sa voisine. Les bibliothèques annexes ont mis fin à leurs liens avec l'American Library de Paris dans les années 1990 ; trois d'entre elles survivent grâce à de nouveaux partenariats locaux, dont la bibliothèque américaine de Nancy et la bibliothèque anglophone d'Angers.

### Historique récent
Au moment de son 75e anniversaire en 1995, la bibliothèque comptait déjà 2 000 membres. Les locaux ont été rénovés à la fin des années 1990, puis à nouveau en 2011 et 2013, créant un espace de conférence fermé, une salle de lecture agrandie, une bibliothèque pour enfants rénovée, une mezzanine pour adolescents et de nouvelles toilettes. En 2016, la bibliothèque a été transformée par une rénovation majeure qui comprenait la création d'une nouvelle façade, de nouveaux espaces d'étude sur la mezzanine et aux niveaux inférieurs, une salle de lecture insonorisée et un salon des membres. En 2018, le nombre de membres s'élevait à 4 224.
Fin 2022, l'American Center for Art and Culture cesse ses activités. Il met en vente l'hôtel particulier où il est installé, 34 avenue de New-York, dont le produit est destiné à l'American Library à Paris. Deux membres de l'American Center rejoignent alors le conseil d’administration de l'American Library.

## Programmes
La bibliothèque organise des conférences gratuites en soirée par des auteurs, des universitaires, des journalistes et d'autres personnalités. Parmi les conférenciers y ayant déjà participé, on compte : Laurent de Brunhoff, David Sedaris, Amy Tan, Douglas Kennedy, Reza Aslan, Pamela Druckerman, Richard Ford, Diane Johnson, Kwame Alexander, David Lebovitz, Patricia Wells, Viet Thanh Nguyen, Ta-Nehisi Coates, Colson Whitehead, Jacqueline Woodson, Rachel Kushner, Ottessa Moshfegh, Richard Russo et Kristen Roupenian.
La bibliothèque accueille également des programmes et des événements d'auteurs pour les enfants, les adolescents et les familles. Les activités pour les enfants comprennent le Toddler Time, le Wednesday Story Hour, les programmes du week-end, les ateliers et les clubs de lecture. Les clubs pour les adolescents comprennent le Teen Writing Group, le Teen Advisory Group, le Master Shot Film Club et le Youth Leadership Program.
Le Young Authors Fiction Festival (créé en 2001) se tient chaque année au printemps et est « ouvert à tous les étudiants de 5 à 18 ans de la région parisienne qui écrivent en anglais ».

## Visiting Fellowship et Writer-in-Residence
L'American Library a créé le Viditing Fellowship en 2013 pour « nourrir et soutenir le discours intellectuel interculturel ».
Parmi les anciens fellows figurent Rhae Lynn Barnes (été 2019), Molly Antopol (été 2019), Ian Leslie (printemps 2019), Hala Alyan (automne 2018), Vanessa Manko (printemps 2018), James Verini (automne 2017), Jacqueline Woodson (printemps 2017), Anna Leahy et Doug Dechow (automne 2016), Megan Mayhew Bergman (printemps 2016), Lan Samantha Chang (automne 2015), Susan Hiner (printemps 2015), Ta-Nehisi Coates (hiver 2016), Alex Danchev (automne 2014) et Anthony Flint (automne 2013).
Un poste de Writer-in-Residence (écrivain en résidence) a été créé en 2018, pour un écrivain visiteur sélectionné par la bibliothèque. Les précédentes nominations sont celles de Geraldine Brooks (2020) et de Viet Thanh Nguyen (2018).

## Gala annuel
La Bibliothèque américaine de Paris organise chaque année un dîner de gala pour collecter des fonds, avec généralement un conférencier invité. Parmi les orateurs précédents, on compte : Martin Amis (2019) ; Salman Rushdie (2018) ; Stacy Schiff (2017) ; John Irving (2016) ; Michael Chabon (2015) ; Antony Beevor (2014) ; Joyce Carol Oates (2013) ; Sebastian Faulks (2012) ; Scott Turow (2011) ; Christopher Buckley (2010) ; Laurent de Brunhoff et Alison Lurie (2009) ; Adam Gopnik (2008) ; Antonia Fraser (2006) ; Gonzague Saint Bris et Eric Frechon (2005) ; Paul Auster (2004) ; Louis Auchincloss (2003) ; Alberto Manguel (2001) ; 80ème anniversaire au Musée Jacquemart-André (2000) ; Gore Vidal (1999) ; Gregory Peck (1998) ; Philippe de Montebello (1997) ; William Styron (1996) ; 75e anniversaire au château de Versailles (1995) ; Kay Rader (1994) ; Lee Huebner (1993) ; Flora Lewis (1992) ; Philippe Labro (1991) ; Helmut Newton (1990) ; Edward Behr (1989).

## Prix littéraire
L'American Library in Paris Book Award a été créé en 2013 grâce à une donation de la Fondation Florence Gould. Le Book Award est doté d'un prix de 5 000 dollars et est décerné chaque année à un livre « distingué », écrit à l'origine en anglais, sur la France ou les Français. Le prix 2024 a été remis à l'auteur Adam Shatz pour son livre The Rebel's Clinic: The Revolutionary Lives of Frantz Fanon le 7 novembre 2024.
Parmi les anciens lauréats, on peut citer : 2023 - Joan: A Novel par Katherine J. Chen; 2022 - France: An Adventure History par Graham Robb; 2021 - Black Spartacus: The Epic Life of Toussaint Louverture par Sudhir Hazareensigh; 2020 - The Plateau par Maggie Paxson; 2019 - Hate: The Rising Tide of Anti-Semitism in France (and What It Means for Us) par Marc Weitzmann; 2018 - A Certain Idea of France: The Life of Charles de Gaulle par Julian Jackson ; 2017 - The Novel of the Century: The Extraordinary Adventure of Les Misérables de David Bellos ; 2016 - The Burdens of Brotherhood: Jews and Muslims from North Africa to France d'Ethan B. Katz ; 2015 - The Marquis: Lafayette Reconsidered par Laura Auricchio ; 2014 - An Officer and a Spy par Robert Harris ; 2013 - Embers of War: The Fall of an Empire and the Making of America's Vietnam par Fredrik Logevall.

## Source
- Le site Web de l'American Library à Paris contient une grande partie des informations utilisées dans cet article